# Krišjānis Kariņš
Arturs Krišjānis Kariņš, född 13 december 1964 i Wilmington, Delaware, är en lettisk lingvist, affärsman och politiker (Enhet). Han är Lettlands utrikesminister sedan den 15 september 2023. Dessförinnan har han bland annat varit Lettlands premiärminister, ekonomiminister och Europaparlamentariker.
Kariņš föddes i USA av föräldrar som hade flytt Lettland på grund av Sovjetunionens ockupation. Han flyttade till Lettland 1997.